# In fuga per la vita
In fuga per la vita è una miniserie televisiva italiana del 1993, diretta da Gianfranco Albano e con protagonista Gianni Morandi. Nel cast, figurano inoltre Gianluca Spadetto, Renan Demirkan, Pier Francesco Loche, Frank-Michael Köbe e Susanne Lüning.
La miniserie, in tre puntate di 100 minuti ciascuna, fu trasmessa per la prima volta su Canale 5 in prime time da domenica 21 marzo a martedì 23 marzo 1993.
La fiction, premiata in Italia con il Telegatto, andò in onda in Germania con il titolo Der Augenzeuge ("Il testimone").
Per Gianni Morandi, si trattò del ritorno alla recitazione dopo quattro anni di pausa.

## Trama[1][4][5]
Michele è un musicista italiano che vive assieme alla moglie Grete e al figlio Paolo in Germania, dove si esibisce al piano in alcuni locali.
Un giorno, un amico e collega di Michele nasconde nella casa di quest'ultimo una partita di cocaina. Per rientrarne in possesso i trafficanti di droga, uccidono l'amico e la moglie di Michele sotto gli occhi di Paolo.
Ora anche Paolo, testimone oculare, è costretto a fuggire in Italia assieme al padre Michele. A proteggere la fuga dei due è l'ispettrice di polizia Bauer, unitamente all'amico trans Pietro Sarubbi.